# Fischkuchen

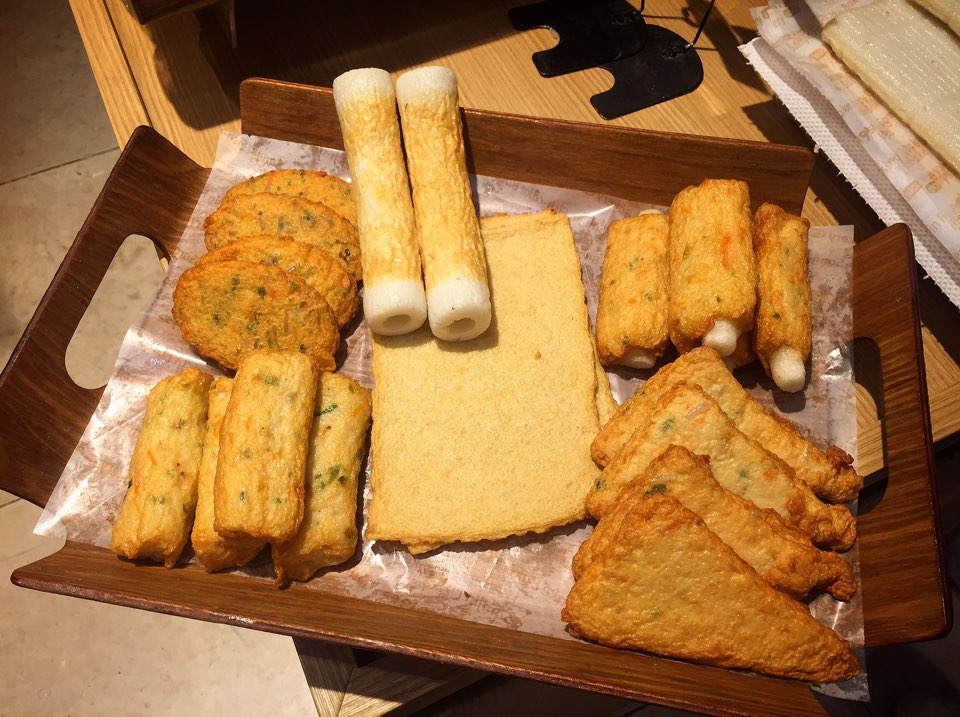
Verschiedene Sorten von koreanischem Fischkuchen (Eomuk)

Fischkuchen (koreanisch: 어묵, Eomuk), in Japan auch bekannt als Chikuwa, in Vietnam bekannt als Chả cá, ist eine in der koreanischen und japanischen Küche weit verbreitete Zutat, die aus gemahlenen Meerestieren und weiteren Zutaten hergestellt wird.
Fischkuchen besteht aus Fischmehl, Krabbenmehl oder Tintenfischmehl, Mehl, Kartoffelstärke, Zucker und Gewürzen. Fischkuchen wird häufig in Suppen und Eintöpfen verwendet oder auf Straßenständen in Form von Stäbchen als Imbiss, häufig zusammen mit Reiskuchen verkauft. Er spielt eine wesentliche Rolle bei der Zubereitung von Tteokbokki, einem beliebten koreanischen Gericht aus Reisstöcken in scharfer Sauce.
Erste Erwähnungen von Eomuk ähnlichem Fischkuchen können in Korea bis in das Jahr 1719 zurückverfolgt werden.